# Fildelningsprogram
Fildelningsprogram eller filbytarprogram är datorprogram vars huvudsyfte är fildelning, alltså att låta personer hämta filer från varandra. Den typen av program har funnits sedan datorernas barndom, länge framförallt representerade av FTP program. I och med uppfinnandet av P2P-nätverk öppnades dock möjligheten att låta många fler användare byta filer med varandra samtidigt, och det är i allmänhet P2P-baserade program som avses när man säger "filbytarprogram" idag.